# Bette Bright
Bette Bright (eigentlich Anne Martin) ist eine britische Rocksängerin.
Ende der 1970er Jahre war Bright Sängerin der Art-Rock-Band Deaf School.
Nach Auflösung der Band machte Bright solo weiter, mit der Backing Band The Illuminations, die anfangs aus Henry Priestman (Ex-Yachts), Rusty Egan (Visage) und Glen Matlock (Sex Pistols) bestand. Die Single Captain of Your Heart wurde ein kleiner Hit. Die zweite Single Hello I Am Your Heart stieg sogar offiziell bis auf Platz 50 in den britischen Charts. Zwischendurch war Bette (unter ihrem echten Namen Anne Martin) kurzzeitig auch am Mikro der holländischen Band Gruppo Sportivo und trat in dem Malcolm-McLaren-/Sex-Pistols-Film The Great Rock ’n’ Roll Swindle auf.
Sie veröffentlichte 1981 das Album Rhythm Breaks the Ice, auf dem sie eigene Stücke sang, aber auch Klassiker wie Shoorah, Shoorah, und Songs ihrer alten Band neu interpretierte. Die Backing Band the Illuminations hatte auf diesem Album extreme Ähnlichkeit mit Clive Langer & the Boxes: Clive Langer (Gitarre/Sitar), Ian Broudie (Gitarre), James Eller (Bass); Mr Jo Allen und Martin Hughes (Schlagzeug); und Ben Barson, Bruder von Madness-Keyboarder Mike Barson (Keyboards). Produziert wurde die LP natürlich auch von Clanger/Winstanley.
Bette Bright lernte über die Langer/Barson-Verbindung auch die Madness-Jungs kennen – und ihren Sänger lieben. Sie heiratete "Suggs" Graham McPherson 1982 und zog sich weitgehend aus dem Showbusiness zurück.
1988 machte sie noch einmal mit bei der Reunion Live-LP von Deaf School.
| Personendaten    | Personendaten                  |
| ---------------- | ------------------------------ |
| NAME             | Bright, Bette                  |
| ALTERNATIVNAMEN  | Martin, Anne (wirklicher Name) |
| KURZBESCHREIBUNG | britische Rocksängerin         |
| GEBURTSDATUM     | 20. Jahrhundert                |